# Bupleurum papillosum
Bupleurum papillosum là một loài thực vật có hoa trong họ Hoa tán. Loài này được DC. mô tả khoa học đầu tiên năm 1830.